# Lista de presidentes da Ucrânia

Padrão presidencial da Ucrânia.

A atual presidência ucraniana foi formada quando o Verkhovna Rada da República Socialista Soviética da Ucrânia aprovou uma lei em 5 de julho de 1991 estabelecendo o cargo de "Presidente da República Socialista Soviética da Ucrânia".  Após a proclamação da independência da Ucrânia da União Soviética em 24 de agosto de 1991, o título foi alterado para "Presidente da Ucrânia". A primeira eleição do presidente da Ucrânia, realizada em 1 de dezembro de 1991, foi vencida por Leonid Kravchuk.
Após a Revolução Ucraniana de 2014, Viktor Yanukovych abandonou seu escritório e fugiu do país. Ele foi posteriormente destituído e substituído por Oleksandr Turchynov como presidente da Verkhovna Rada, que atua como presidente interino quando o cargo está vago. As primeiras eleições presidenciais foram realizadas em 25 de maio de 2014 e vencidas por Petro Poroshenko; Poroshenko tomou posse como o quinto presidente em 7 de junho de 2014. Em 18 de junho de 2015, Yanukovych foi oficialmente privado do título de Presidente da Ucrânia. Depois de derrotar Poroshenko, o comediante Volodymyr Zelensky foi inaugurado como o sexto e atual presidente da Ucrânia em 20 de maio de 2019.

## Lista
| # | Foto                      | Nome (nascimento - morte)                       | Tempo de mandato        | Tempo de mandato        | Primeiro-ministro | Eleição | Cargo anterior                             | Partido                |
| - | ------------------------- | ----------------------------------------------- | ----------------------- | ----------------------- | --- | ------- | ------------------------------------------ | ---------------------- |
| — |                           | Leonid Kravchuk Леонід Кравчук (1934–2022)      | 24 de agosto de 1991[a] | 05 de dezembro de 1991  | Fokin (1990–92) | —       | Presidente da Verkhovna Rada               | Independente           |
| 1 | 05 de dezembro de 1991    | Leonid Kravchuk Леонід Кравчук (1934–2022)      | 19 de julho de 1994     | 1991                    | Fokin (1990–92) |         | Presidente da Verkhovna Rada               | Independente           |
| 1 | 2 anos, 329 dias          | 2 anos, 329 dias                                | Kuchma (1992–93)        | 1991                    | |         | Presidente da Verkhovna Rada               | Independente           |
| 2 |                           | Leonid Kuchma Леонід Кучма (1938–)              | 19 de julho de 1994     | 23 de janeiro de 2005   | Masol II (1994–95) Marchuk (1995–96) Lazarenko (1996–97) Pustovoitenko (1997–99) Yushchenko (1999–2001) Kinakh (2001–02) Yanukovych I (2002–04) | 1994    | Primeiro-ministro da Ucrânia               | Independente           |
| 2 | 10 anos, 188 dias         | 10 anos, 188 dias                               | 1999                    |                         | Masol II (1994–95) Marchuk (1995–96) Lazarenko (1996–97) Pustovoitenko (1997–99) Yushchenko (1999–2001) Kinakh (2001–02) Yanukovych I (2002–04) |         | Primeiro-ministro da Ucrânia               | Independente           |
| 3 |                           | Viktor Yushchenko Віктор Ющенко (1954–)         | 23 de janeiro de 2005   | 25 de fevereiro de 2010 | Tymoshenko I (2005) | 2004    | Primeiro-ministro da Ucrânia               | Nossa Ucrânia          |
| 3 | 5 anos, 33 dias           | 5 anos, 33 dias                                 | Yekhanurov (2005–06)    |                         | | 2004    | Primeiro-ministro da Ucrânia               | Nossa Ucrânia          |
| 3 | 5 anos, 33 dias           | 5 anos, 33 dias                                 | Yanukovych II (2006–07) |                         | | 2004    | Primeiro-ministro da Ucrânia               | Nossa Ucrânia          |
| 3 | 5 anos, 33 dias           | 5 anos, 33 dias                                 | Tymoshenko II (2007–10) |                         | | 2004    | Primeiro-ministro da Ucrânia               | Nossa Ucrânia          |
| 4 |                           | Viktor Yanukovych Віктор Янукович (1950–)       | 25 de fevereiro de 2010 | 22 de fevereiro de 2014 | Azarov I (2010–12) | 2010    | Primeiro-ministro da Ucrânia               | Partido das Regiões    |
| 4 | 3 anos, 362 dias          | 3 anos, 362 dias                                | Azarov II (2012–14)     |                         | | 2010    | Primeiro-ministro da Ucrânia               | Partido das Regiões    |
| — |                           | Oleksandr Turchynov Олександр Турчинов (1964–)  | 23 de fevereiro de 2014 | 7 de Junho de 2014      | Yatsenyuk I (2014) | —       | Presidente da Verkhovna Rada               | Pátria                 |
| — | 115 dias                  | Oleksandr Turchynov Олександр Турчинов (1964–)  |                         |                         | Yatsenyuk I (2014) | —       | Presidente da Verkhovna Rada               | Pátria                 |
| 5 |                           | Petro Poroshenko Петро Порошенко (1965–)        | 7 de Junho de 2014      | 20 de Maio de 2019      | Yatsenyuk II (2014–2016) | 2014    | Ministro do desenvolvimento                | Solidariedade Europeia |
| 5 | 4 anos e 347 dias         | 4 anos e 347 dias                               | Groysman (2016–2019)    |                         | | 2014    | Ministro do desenvolvimento                | Solidariedade Europeia |
| 6 |                           | Volodymyr Zelensky Володимир Зеленський (1978–) | Groysman (2016–2019)    | 20 de maio 2019         | Atual | 2019    | Comediante (nenhum cargo eletivo anterior) | Servo do Povo          |
| 6 | 5 anos e 298 dias (atual) | 5 anos e 298 dias (atual)                       | Honcharuk (2019–2020)   |                         | | 2019    | Comediante (nenhum cargo eletivo anterior) | Servo do Povo          |
| 6 | 5 anos e 298 dias (atual) | 5 anos e 298 dias (atual)                       | Shmyhal (2020–presente) |                         | | 2019    | Comediante (nenhum cargo eletivo anterior) | Servo do Povo          |

## Ex-presidentes vivos
Todos os cinco ex-presidentes ucranianos vivos atualmente.

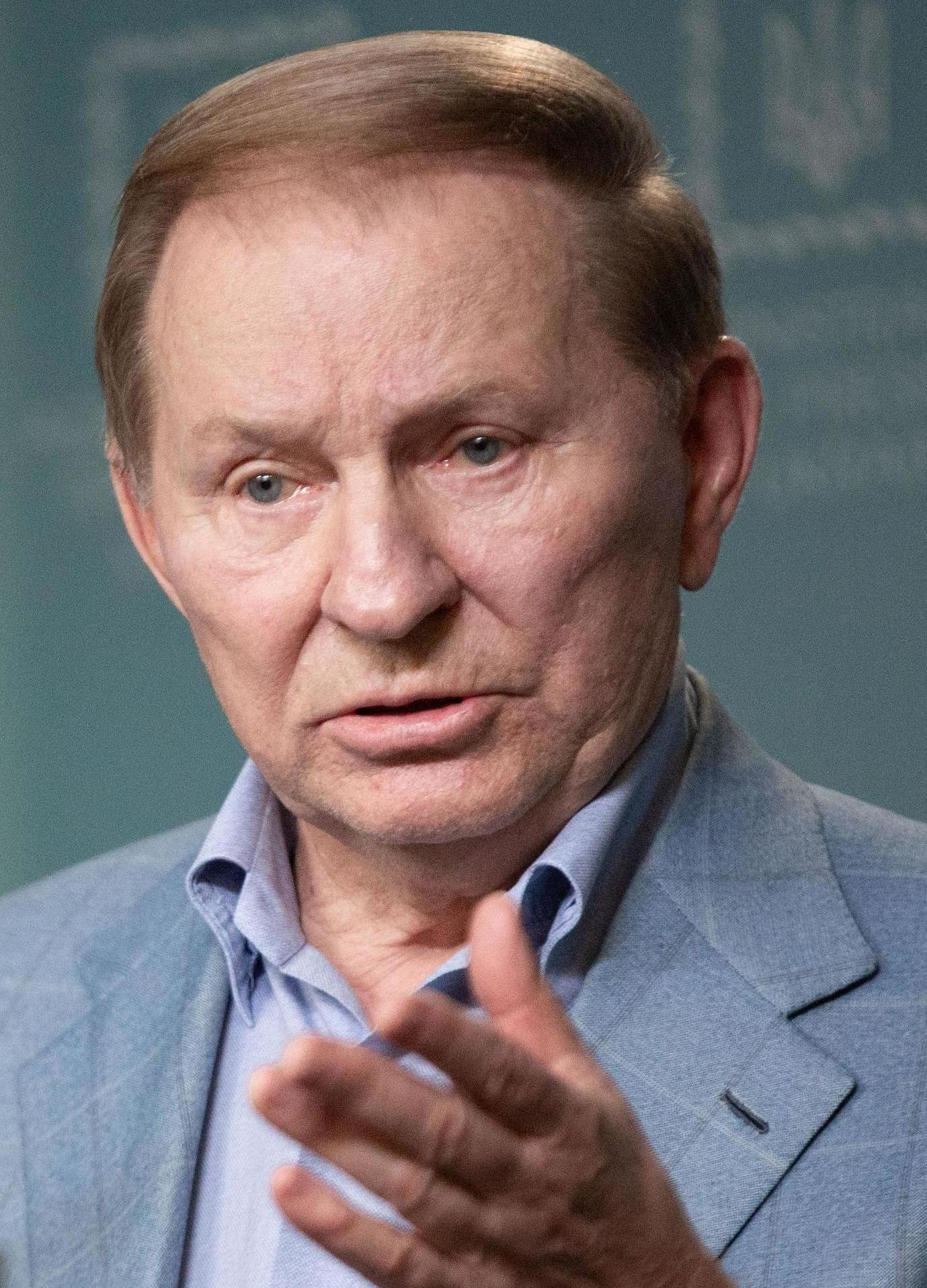
Leonid Kuchma (86 anos) (nascimento 1938) 1994–2005
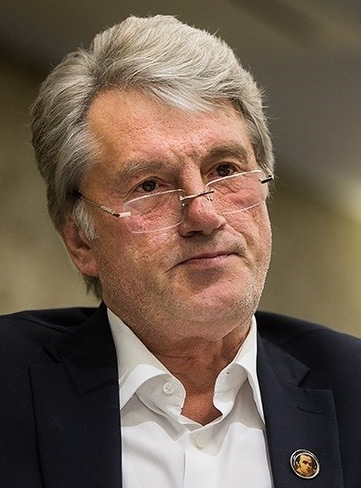
Viktor Yushchenko (71 anos) (nascimento 1954) 2005–2010
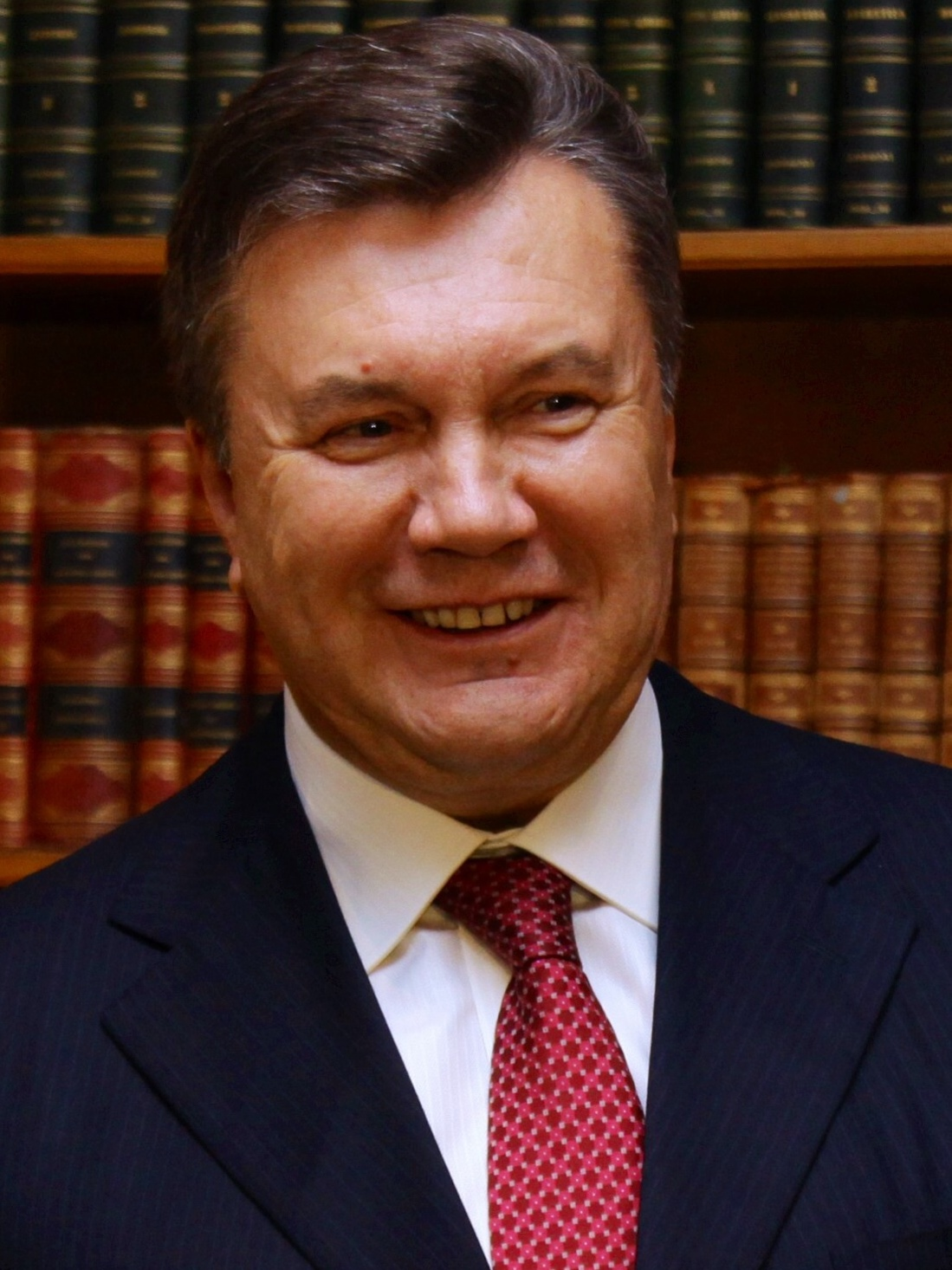
Viktor Yanukovych (74 anos) (nascimento 1950) 2010–2014
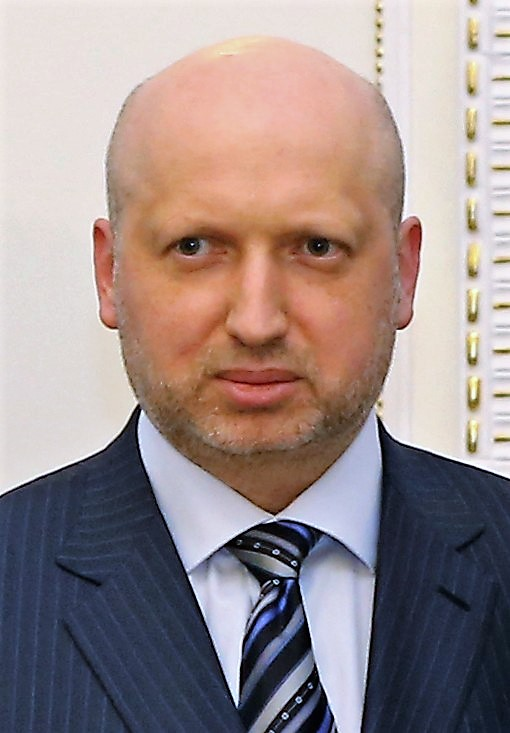
Oleksandr Turchynov (60 anos) (nascimento 1964) 2014 (interino)
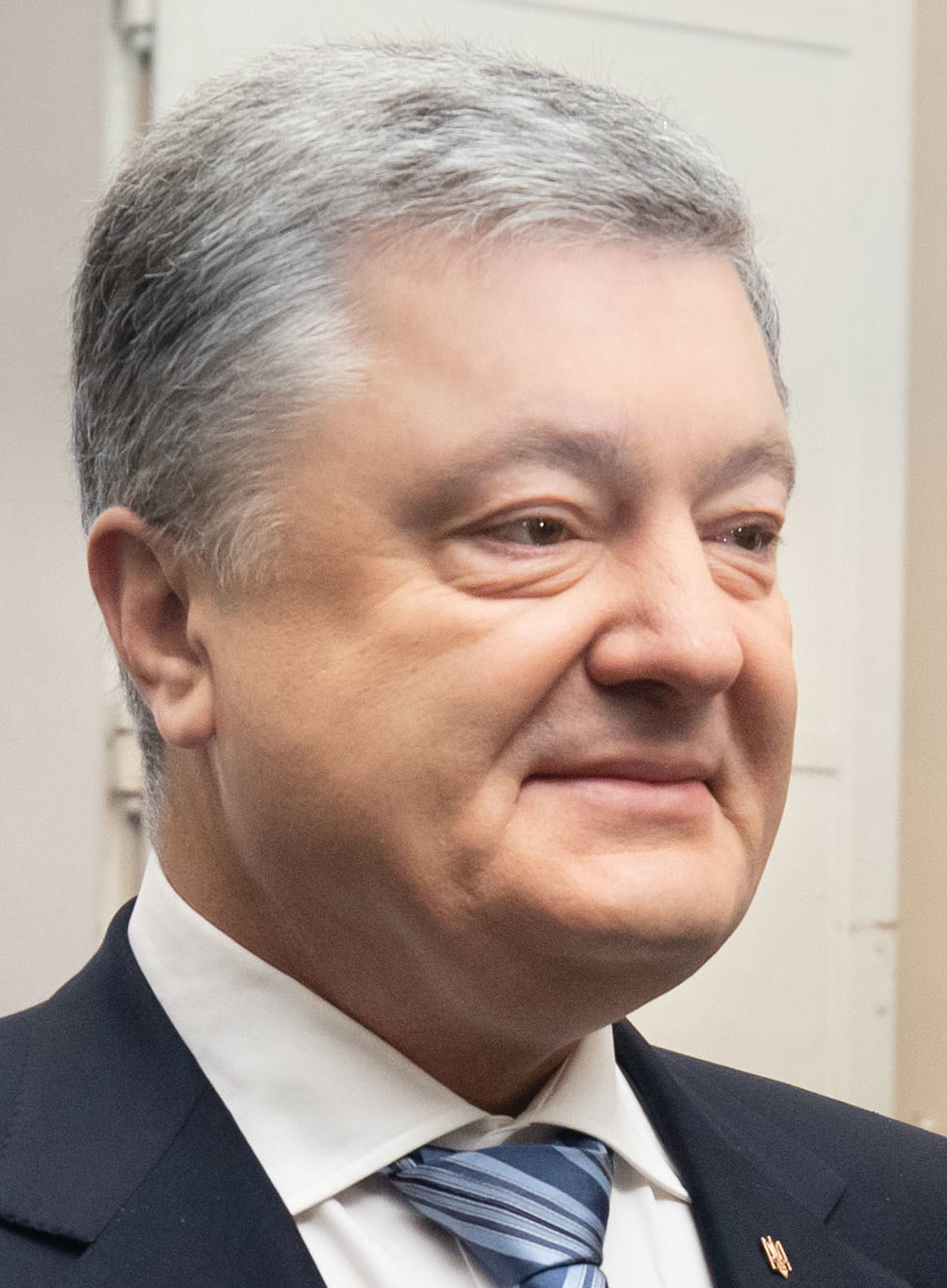
Petro Poroshenko (59 anos) (nascimento 1965) 2014–2019

Notas:
- Viktor Yanukovych perdeu o título após sua saída da Ucrânia durante a Revolução Ucraniana de 2014.[13]

## Estatísticas
| # | Presidente          | Data de nascimento      | Origem         | Idade na ascensão (primeiro termo) | Tempo de mandato (total)     | Idade na aposentadoria (último termo) | Data da morte               | Longevidade        |
| - | ------------------- | ----------------------- | -------------- | ---------------------------------- | ---------------------------- | ------------------------------------- | --------------------------- | ------------------ |
| 1 | Leonid Kravchuk     | 10 de janeiro de 1934   | Rivne          | 57 anos, 226 dias                  | 2 anos, 329 dias             | 60 anos, 190 dias                     | Morto em 10 de maio de 2022 | 91 anos e 63 dias  |
| 2 | Leonid Kuchma       | 9 de agosto de 1938     | Chernihiv      | 55 anos, 344 dias                  | 10 anos, 188 dias            | 66 anos, 167 dias                     | Vivo                        | 86 anos e 217 dias |
| 3 | Viktor Yushchenko   | 23 de fevereiro de 1954 | Sumy           | 50 anos, 335 dias                  | 5 anos, 33 dias              | 56 anos, 2 dias                       | Vivo                        | 71 anos e 19 dias  |
| 4 | Viktor Yanukovych   | 9 de julho de 1950      | Donetsk        | 59 anos, 231 dias                  | 3 anos, 362 dias             | 63 anos, 228 dias                     | Vivo                        | 74 anos e 248 dias |
| _ | Oleksandr Turchynov | 31 de março de 1964     | Dnipropetrovsk | 49 anos, 329 dias                  | 0 anos, 115 dias             | 50 anos, 68 dias                      | Vivo                        | 60 anos e 348 dias |
| 5 | Petro Poroshenko    | 26 de setembro de 1965  | Oblast         | 48 anos, 254 dias                  | 4 anos, 347 dias             | 53 anos, 236 dias                     | Vivo                        | 59 anos e 169 dias |
| 6 | Volodymyr Zelensky  | 25 de janeiro de 1978   | Dnipropetrovsk | 41 anos, 115 dias                  | 5 anos e 298 dias (em curso) | Titular                               | Vivo                        | 47 anos e 48 dias  |

## Classificações de pesquisas sociais de presidentes ucranianos
| No. | Presidente         | Partido politico      | NPDU 2018 | SOCIS2019 | 2 Avaliação 2020 | Atual |
| --- | ------------------ | --------------------- | --------- | --------- | ---------------- | ----- |
| 1   | Leonid Kravchuk    | Independente          | 02        | 02        | 03               | 03    |
| 2   | Leonid Kuchma      | Independente          | 01        | 03        | 01               | 01    |
| 3   | Viktor Yushchenko  | Nossa ucrânia         | 04        | 04        | 06               | 06    |
| 4   | Viktor Yanukovych  | Partido das regiões   | 03        | 05        | 05               | 05    |
| 5   | Petro Poroshenko   | Petro Poroshenko Bloc | 05        | 01        | 04               | 04    |
| 6   | Volodymyr Zelensky | Servo do Povo         | -         | -         | 02               | 02    |